# Criza Strâmtorilor Turcești
Criza Strâmtorilor Turcești a fost o disputa teritorială din perioada Războiului Rece dintre Uniunea Sovietică și Turcia. Turcia a rămas în mod oficial  neutră de-a lungul celei mai mari părți ale celui de-al Doilea Război Mondial. La încheierea războiului, Turcia a fost presată de guvernul sovietic să permită transportului maritim sovietic să treacă liber prin Strâmtorile Turcești, care legau Marea Neagră de Marea Mediterană. Când guvernul turc a respins cererile Uniunii Sovietice, situația în regiune a devenit tensionată, iar sovieticii au declanșat o demonstrație de forță. Incidentul avea să fie factorul decisiv în crearea Doctrinei Truman. La apogeul tensiunilor, situația avea să cauzeze apropierea Turciei de Statele Unite pentru protecție prin admiterea în cadrul NATO.

## Contextul istoric

### Importanța Strâmtorilor
Cele două porți dintre Marea Neagră și Marea Mediterană, Dardanele și Bosfor, au fost importante ca rută comercială de la Marea Neagră spre porturile din întreaga lume pentru Turcia și ceilalți vecini ai săi de la Marea Neagră: URSS, Republica Socialistă România și Republica Populară Bulgaria, ultimele dintre ele fiind fost aliate militar. Strâmtorile au servit, de asemenea, ca o componentă importantă a strategiei militare. Oricine ar fi exercitat controlul traficului prin Strâmtori, le-ar putea folosi ca punct de traversare a forțelor navale spre și dinspre Marea Neagră și să împiedice folosirea lor de către puterile rivale.

### Contextul politic
Conflictul își avea rădăcinile în relațiile turco-sovietice atât în perioada de dinainte de izbucnirea celui de-al Doilea Război Mondial, cât și în timpul conflictului mondial. Până în a doua jumătate a deceniului al patrulea al secolului trecut, relațiile turco-sovietice erau prietenești. Primele guverne ale celor două state apărute după primul conflict mondial, guvernul revoluționar turc de la Ankara și guvernul bolșevic, au stabilit relații de colaborare prin semnarea Tratatului de la Moscova din 1921.
 Convenția de la Montreux cu privire la statutul strâmtorilor a fost semnată în 1936 de către guvernele Australiei, Bulgariei, Franței, Germaniei, Greciei, Iugoslaviei, Japoniei, României, Uniunii Sovietice, Turciei și, Regatului Unit pentru stabilirea atât a politicii militare, cât și a politicii de reglementare pentru Strâmtorile Turcești. Aceasta a fost ultima dintr-o serie de negocieri privind cele două căi navigabile. Tratatele și conferințele anterioare au avut loc de-a lungul secolelor al XIX-lea și al XX-lea.  Problema a revenit în prim plan odată cu apariția  fascismului în Italia și a politicilor sale expansioniste, precum și datorită temerilor că Bulgaria își va asuma remilitarizarea strâmtorilor. Odată cu semnarea tratatului pe 20 iulie 1936, Turcia a primit permisiunea să militarizeze strâmtorile în caz de război și să reglementeze traficul prin aceste căi navigabile.

De-a lungul deceniilor al patrulea și al cincilea, Stalin a contestat în mod repetat acordurile la care s-a ajuns prin convenția din 1936, cerând încă din 1939 semnarea unui acord mai favorabil Uniunii Sovietice. El a propus un control comun turco-sovietic al strâmtorilor. La semnarea  Pactului Ribbentrop-Molotov cu Germania nazistă, ministrul sovietic de externe Viaceslav Molotov i-a informat pe nogociatorii germani despre dorința țării sale de a prelua cu forța controlul asupra strâmtorilor și de a înființa o bază militară în apropierea acestora.

### Disputa de frontieră

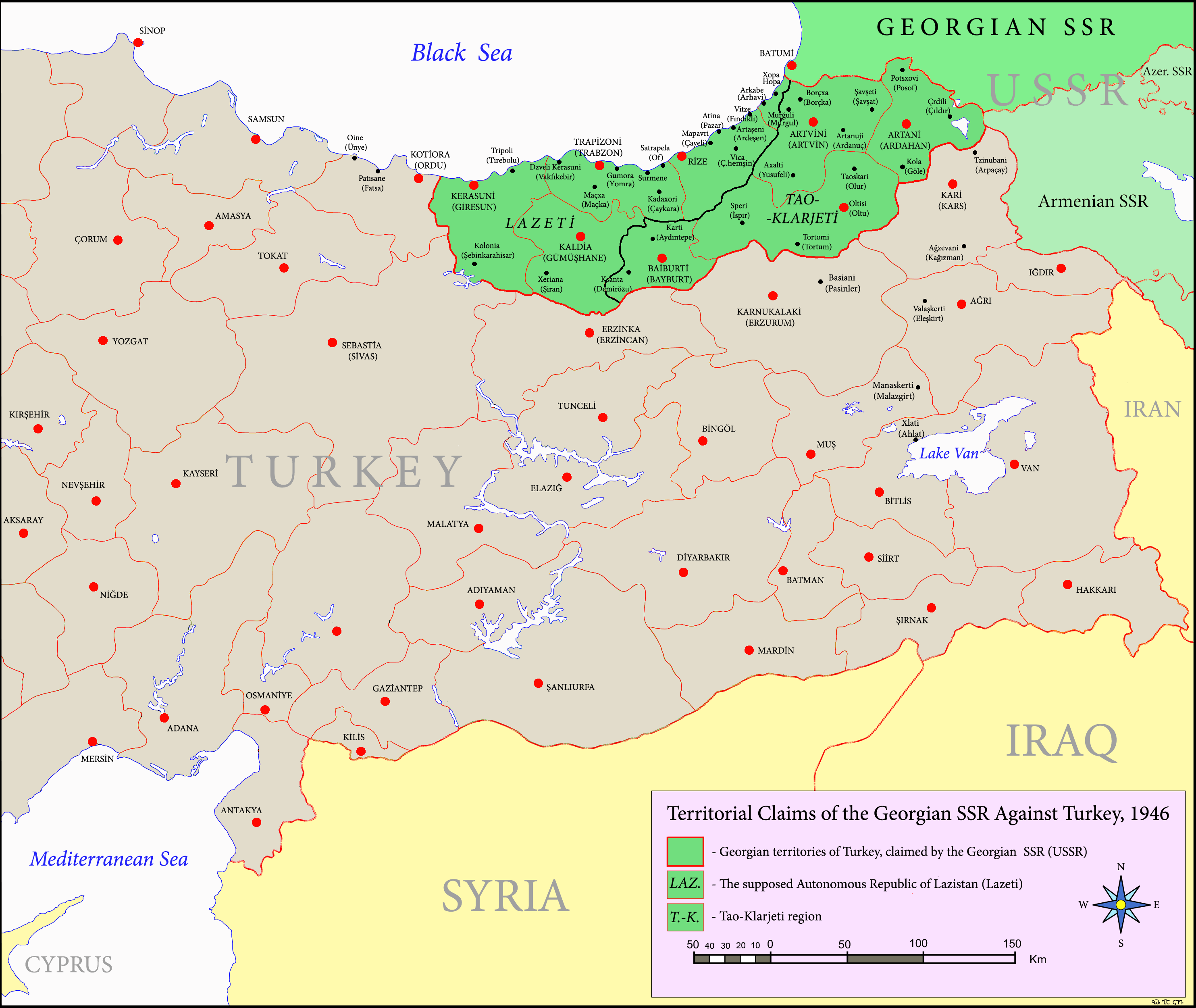
Hartă a teritoriului turc revendicat de RSS Georgiană în 1946.

Uniunea Sovietică a dorit modificarea frontierei Turciei cu URSS care să satisfacă interesele Georgiei și Armeniei sovietice. Vicepremierul Lavrenti Beria a susținut în fața lui  Stalin că un teritoriu controlat de turci, care se întindea la sud-vest de Georgia până la Giresun (inclusiv Lazistan⁠(d)ul), a fost furat de turci de la georgieni în timpul dominației otomane. Dacă noua frontieră propusă de Beria ar fi fost acceptată convenită de guvernul turc, influența sovietică asupra Mării Negre și Orientului Mijlociu ar fi crescut și, în acest proces, influența Imperiului Britanic în această din urmă regiune ar fi scăzut. Cererile pentru modificarea granițelor și a regimului strâmtorilor au fost retrase în mai 1953.

## Criza

### Intensificarea crizei
Tensiunile dintre URSS și Turcia au crescut din cauza permisiunii acordate de Turcia unor nave navale cu echipaje civile ale puterilor ne riverane Mării Negre, inclusiv a celor ale Germaniei naziste și  Italiei fasciste, să traverseze strâmtorile în timpul celui de-al Doilea Război Mondial. După ce aliații au înfrânt Germania nazistă, sovieticii au reluat presiunile în chestiunea strâmtorilor în 1945 și 1946. În același timp, diplomații turci și americani au discutat de mai multe ori în legătură cu problema strâmtorilor. Vizita din 6 august 1946 a cuirasatului american USS Missouri i-a înfuriat și mai mult pe sovietici. Nava venise în regiune cu explicația oficială că aducea în patrie urna mortuară a fostului ambasador turc, o afirmație care a fost respinsă de sovietici.

### Nota diplomatică sovietică
Sovieticii au înaintat o notă diplomatică Ministerului de Externe al Turciei pe 7 august 1946 care afirma faptul că modul în care Turcia gestiona problema strâmtorilor nu mai corespundea intereselor de securitate ale URSS-ului și a celorlalte țări riverane. Nota amintea de cazurile în care vasele italiene și germane au trecut prin strâmtori fără să fie oprite. Vasele germane au fost arestate de forțele turcești doar după ce Ankara a declarat război Germaniei pe 23 februarie 1945. Nota  sublinia în încheiere că regimul strâmtorilor nu mai era sigur și a solicitat ca Tratatul de la Montreux să fie reexaminat și rescris în cursul unei noi conferințe internaționale.

### Poziția SUA
Când problema a fost adusă în discuție la Conferința de la Potsdam, Președintele Statelor Unite, Harry S. Truman, a spus că problema strâmtorilor este problema politică a Turciei și URSS-ului și că aceasta ar trebui rezolvată de cele două părți implicate.  Pe măsură ce conflictul a atins cote noi în zilele premergătoare Potsdamului, Statele Unite au decis că nu doresc cu siguranță ca strâmtorile să cadă în mâinile sovieticilor, deoarece le-ar fi oferit acestora o cale strategică de acces de primă importanță între Marea Neagră și Marea Mediterană, ceea ce ar fi putut duce la transformarea Turciei într-un stat comunist. Într-o telegramă secretă trimisă de subsecretarul de stat  Dean Acheson diplomaților din Paris, el a explicat poziția americană în această problemă.
„În opinia noastră, obiectivul principal al Uniunii Sovietice este obținerea controlului asupra Turciei. Romanian translation. Credem că, dacă Uniunea Sovietică reușește să introducă în Turcia forțe armate cu scopul aparent de a impune controlul comun al Strâmtorii, Uniunea Sovietică va folosi aceste forțe pentru a obține controlul asupra Turciei.... Prin urmare, în opinia noastră, a venit momentul în care trebuie să decidem că vom rezista cu toate mijloacele la dispoziția noastră oricărei agresiuni sovietice și, în particular, pentru că ar fi atât de clar cazul Turciei, oricărei agresiuni sovietice împotriva Turciei. ”—Dean Acheson, Telegram to the Secretary of State at Paris – August 8, 1946
 Subsecretarul  Acheson s-a întâlnit  pe 20 august 1946 cu cincisprezece jurnaliști, cărora le-a explicat caracterul urgent al situației și le-a făcut cunoscută poziția  guvernului Statelor Unite.

### Sprijinul occidental pentru Turcia și detensionarea situației
În vara și toamna anului 1946, Uniunea Sovietică și-a sporit prezența navală în Marea Neagră, navele sovietice efectuând manevre în apropierea țărmurilor turcești. Un număr substanțial de trupe terestre au fost trimise în Balcani. Sub presiunea crescândă din partea sovieticilor, Turcia a făcut apel la Statele Unite pentru ajutor. După consultarea colaboratorilor săi, președintele Truman a trimis un grup operativ naval în Turcia. La 9 octombrie 1946, guvernele Statelor Unite și ale Regatului Unit și-au reafirmat sprijinul pentru Turcia. Uniunea Sovietică și-a retras cererea specifică pentru un nou summit privind controlul strâmtorii turcești pe 26 octombrie (dar nu și opiniile sale) și, la scurt timp după aceea, a retras majoritatea forțelor militare din regiune, desfășurate pentru intimidare. Turcia și-a abandonat politica de neutralitate și a acceptat 100 de milioane de dolari ca ajutor economic și de apărare din partea SUA în 1947 în cadrul Doctrinei Truman de îndiguire a răspândirea influenței sovietice în Turcia și Grecia. Turcia și Grecia au aderat la NATO în 1952.

### Continuarea discuțiilor (1947–1953)
Guvernul turc a numit un nou ambasador la Moscova, Faik Akdur, în noiembrie 1946. Președintele turc  İsmet İnönü l-a instruit pe Akdur să se concentreze exclusiv pe dezvoltarea în continuare a relațiilor cu Uniunea Sovietică. Lui i-a Akdur a fost interzis în mod special să se angajeze în discuții cu privire la strâmtori, în cazul în care acestea ar fi fost inițiate.
Statele Unite au propus organizarea unei  conferințe internaționale care să decidă soarta Dardanelelor și Bosforului o dată pentru totdeauna. Ambasadorul sovietic de atunci în Turcia, Serghei Vinogradov, a răspuns sub forma unui memorandum trimis la Moscova pe 10 decembrie 1946, afirmând că o conferință ținută în condițiile propuse de Statele Unite este inacceptabilă, în măsura în care poziția Uniunii Sovietice avea să fie în mod sigur minoritară. El a prezis că, în loc de o schimbare de regim, care a fost obiectivul statornic al Ministerul sovietic de Externe, reglementările strâmtorilor din acel moment aveau să rămână valabile în cea  mai mare parte, doar cu unele mici schimbări.
Ambasadorul sovietic în Turcia în primele 18 luni ale crizei, Serghei Vinogradov, a fost înlocuit în 1948 prin hotărârea Biroului Politic al CC al PCUS. Noul ambasador, Alexandr Lavrișev, a primit un set nou de instrucțiuni din partea Ministerului de Externe, care s-a dovedit a fi ultimul document sovietic important cu privire la strâmtori. 
„Dacă turcii doresc să cunoască poziția noastră cu privire la strâmtori, un răspuns ar fi următorul: poziția sovietică a fost bine precizată în notele din 7 august și 24 septembrie 1946.”—Soviet Foreign Ministry, Point #4 of the "Instructions for the Ambassador to Turkey" – March 29, 1948
 După moartea lui Stalin, motivația din spatele schimbării regimului strâmtorilor a scăzut, iar, la 30 mai 1953, ministrul sovietic de externe Molotov a renunțat la pretențiile Uniunii Sovietice asupra Bosforului și Dardanelelor, precum și la celorlalte pretenții teritoriale de-a lungul frontierei turco-armene-georgiene.

## Urmări
După ce și-a dat seama că în condițiile climatului internațional al acelui moment va fi dificil controlul diplomatic asupra strâmtorilor, precum și asupra Turciei în general, Uniunea Sovietică a făcut demersuri pentru dezghețarea relațiilor cu această  țară într-un ultim efort de controlarea a unei regiuni din Orientul Mijlociu. Când Turcia a aderat la NATO în 1952, speranțele sovieticilor au fost spulberate.  Convenția de la Montreux cu privire la statutul strâmtorilor din 1936, cu unele revizuiri, este încă în vigoare între statele succesoare ale Uniunii Sovietice și Turcia.

## Vedeți și:
- Teoria dominoului
- Cortina de fier